# Luogo di origine di Gesù

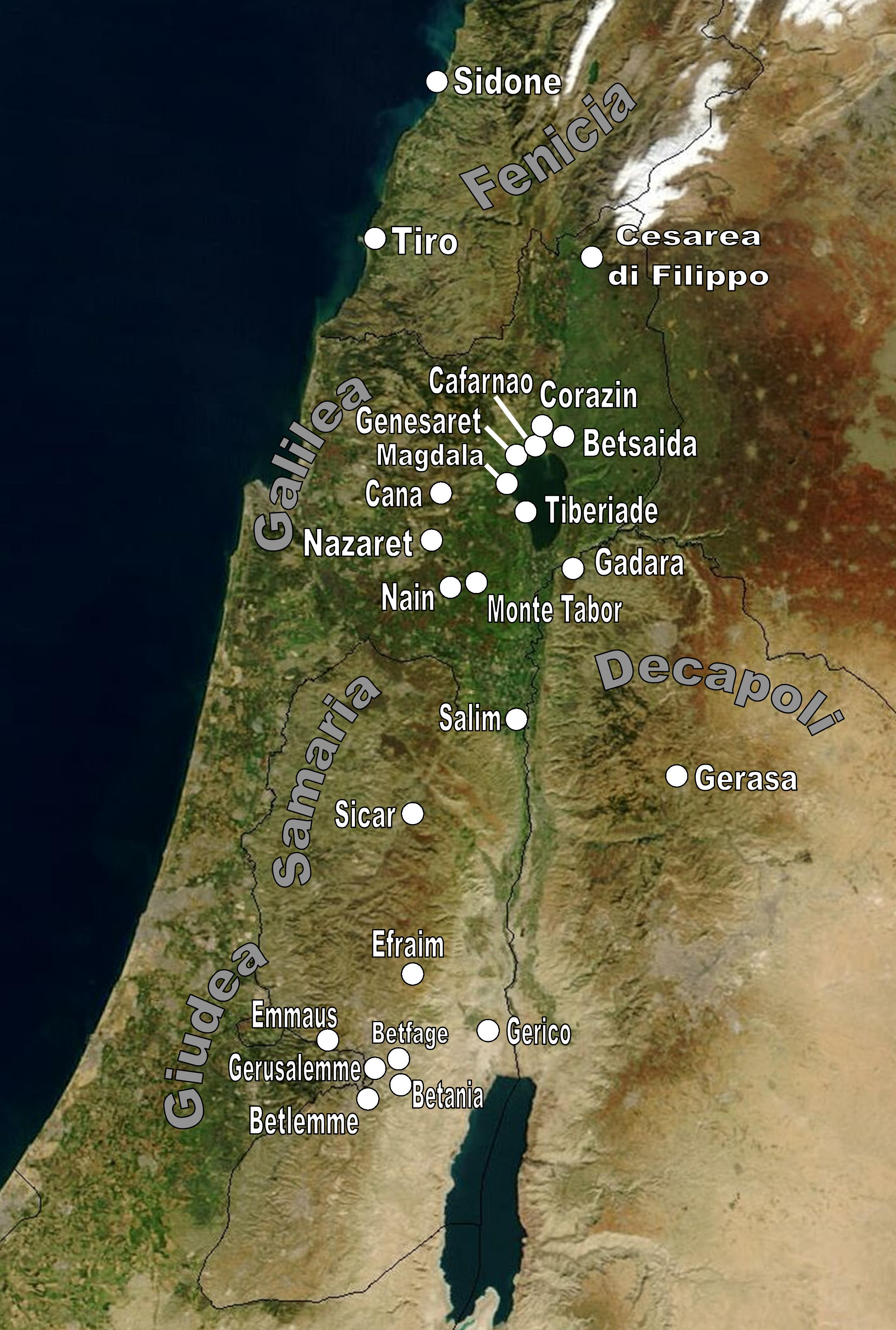
Principali località nominate nei Vangeli. Nazaret è in Galilea, nel nord del paese, mentre Betlemme è in Giudea, a sud.

Con luogo di origine di Gesù si può intendere sia il luogo dove Gesù è nato sia quello dove è risieduto prima di iniziare il suo ministero pubblico. Secondo la narrazione dei due vangeli di Matteo e Luca, raccolta dalla successiva tradizione cristiana, il luogo di nascita è Betlemme (in ebraico: בֵּיִת לֶחֶם?, Beit Leḥem, "casa del pane") di Giudea (Mt2,1;Lc2,4-7), mentre Nazaret di Galilea è il luogo dove ha trascorso l'infanzia e la giovinezza, guadagnandosi l'epiteto di Nazareno o Gesù di Nazaret. Durante la sua vita pubblica invece la sua residenza più frequente era probabilmente a Cafarnao (Mt4,13 e passim). 
In epoca moderna alcuni studiosi laici e cristiani hanno ipotizzato come luogo di nascita di Gesù anche la stessa Nazaret o altre località della Galilea, mentre per la sua residenza sono state proposte, da alcuni, anche località alternative a quelle evangeliche, indagando i possibili significati del termine Nazareno.

## Luogo di nascita nei Vangeli
All'interno del Nuovo Testamento la nascita di Gesù è descritta esplicitamente solo nel secondo capitolo di Matteo e di Luca. I due Vangeli forniscono elementi comuni, come i nomi di Giuseppe e Maria, il concepimento verginale di Gesù, la nascita a Betlemme al tempo di Erode, la successiva residenza a Nazaret. È diversa invece la narrazione in relazione a temi come l'arrivo dei Magi e il viaggio in Egitto (citati in Matteo) e l'adorazione dei pastori (citata invece in Luca).

### Marco
Il Vangelo secondo Marco, considerato il più antico dei vangeli, non descrive l'infanzia di Gesù: Betlemme non viene quindi nominata e la stessa Nazaret è citata espressamente una sola volta (Mc1,9) scrivendo che «in quei giorni Gesù venne da Nazaret di Galilea e fu battezzato da Giovanni nel Giordano». 
In un altro passo, Marco scrive comunque che dopo aver predicato in Galilea «andò nella sua patria (πατρίς) e i discepoli lo seguirono» (Mc6,1). Quale sia la "patria" non è esplicitato in questo passo dell'evangelista, né nei passi paralleli di Gv4,44 e Mt13,54-57. Luca invece precisa in Lc4,16-30 che Gesù "venne a Nazarà (variante aramaica di Nazaret) dove era stato allevato" (tetramménos, participio del verbo tréfo, allevare, vedi p.es. "orfanotrofio").
Gli esegeti cristiani non traggono quindi da Marco elementi validi per stabilire il luogo di nascita di Gesù e, sulla base del passo parallelo di Lc4,16, spesso interpretano l'accenno alla "patria" di Mc6,1 non come città di nascita, ma di residenza durante gli anni dell'infanzia.
Per altri storici, al contrario, il riferimento a Nazaret (esplicito in Mc1,9 e implicito in Mc6,1, intendendo "patria" come luogo di nascita) sono decisivi per affermare la nascita di Gesù a Nazaret, o quanto meno, per escludere la sua nascita a Betlemme, affermata da Matteo e da Luca.

### Matteo
Diversamente dal Vangelo di Marco, il Vangelo di Matteo premette al ministero pubblico il racconto della nascita di Gesù preceduto dall'annunciazione a Giuseppe da parte di un angelo.
Matteo non precisa in quale città siano avvenuti il concepimento di Maria e l'annunciazione a Giuseppe ma poi scrive che «Gesù nacque a Betlemme di Giudea, al tempo del re Erode» (Mt2,1).
In seguito Matteo descrive l'Epifania, cioè la visita alla famiglia dei Magi mandati da Erode (Mt2,1-12). Il luogo dell'incontro è «nella casa» di Betlemme (Mt2,1-11). Quindi segue il racconto dell'avvertimento in sogno, e della fuga in Egitto per fuggire dalla strage degli innocenti ordinata da Erode (Mt2,16-18). 
Una volta morto Erode la famiglia torna nella terra d'Israele (Mt2,19-23). Giuseppe però decide di non andare in Giudea, avendo paura di tornarvi perché lì regnava Archelao figlio di Erode e allora, avvertito in sogno da un angelo, decide di recarsi in Galilea stabilendosi con la famiglia a Nazaret.
Nella descrizione di tutti questi eventi Matteo si cura di precisare, implicitamente o esplicitamente, che rappresentano compimenti di profezie precedenti: il concepimento verginale di Maria (Is7,14;Mt1,22-23); la nascita a Betlemme (Mi5,1; Mt2,5); il "suo astro" (Nm24,17; Mt2,2); la visita dei Magi (Is60,6; Mt2,11); la strage degli innocenti (Ger31,15; Mt2,17-18); la fuga in Egitto (Os11,1; Mt2,15); la residenza a Nazaret (Mt2,23). Anche il precedente racconto della genealogia di Gesù (Mt1,1-17) ha una funzione di raccordo con l'Antico Testamento (è stato osservato che se Gesù non è nato da Giuseppe, ma dallo «spirito di Dio», non dovrebbe avere più senso la genealogia che lega il padre alla dinastia del re Davide, pur discendendovi anche da parte di madre).
Il tentativo di derivare Gesù come l'Unto del Signore in virtù dell'Incarnazione e della sola Sua natura divina equivale al monofisismo, che subordina, in senso temporale e di importanza, la natura umana a quella divina e che poi conduce ad una forma del subordinazionismo. 
La genealogia afferma Gesù come l'Unto del Signore anche in forza della Sua natura umana e della famiglia di Nazareth, Unto alla maniera di Re Davide, entrambi sommi sacerdoti alla maniera di Melchisedek:
- la Legge mosaica non fece cenno all'adozione dei figli, mai praticata nell'Antico Testamento, ma fu data da Dio mediante un uomo adottato dal faraone d'Egitto, e quindi implicitamente legittimata almeno in casi eccezionali, come quelli di Mosè e di Gesù. L'adozione, e il matrimonio "misto" con una madianita, non impedirono a Mosè di ricevere in dono una discendenza sacerdotale (Flavio Barbiero, La famiglia di Mosè-Un potere occulto nella storia dell'Occidente?[collegamento interrotto]).
- il figlio dell'uomo delle profezie è inteso non come l'uomo che sarebbe nato necessariamente dall'unione carnale di due sposi, ma come il figlio del genere umano, come avrebbe potuto essere il figlio di un parto singolare e unico, come fu quello di Maria Vergine ("uomo" come essere umano). La genealogia serve ad interpretare il figlio dell'uomo anche come il Messia.

L'adozione paterna non muta l'Unzione del Signore tra Mosè e i suoi primogeniti, quanto l'"adozione" (paterna) di Gesù non muta la sua Unzione rispetto ai suoi primogenitori, in quanto uomo.
Secondo la teoria delle due fonti, attualmente prevalente tra studiosi ed esegeti, Matteo (che si rivolge principalmente a Giudei e giudeo-cristiani) ha redatto il suo Vangelo in seguito a quello di Marco e basandosi su esso. Indipendentemente dal valore storico degli eventi narrati, l'aggiunta della nascita a Betlemme e la precisazione dei compimenti delle profezie è necessaria all'esigenza della comunità di giudeo-cristiani di accordare la figura di Gesù con le profezie vetero-testamentarie che attendevano un Messia nato a Betlemme e discendente da Davide, anche in polemica con i Giudei che non ne hanno riconosciuto la dignità di Messia.

### Luca

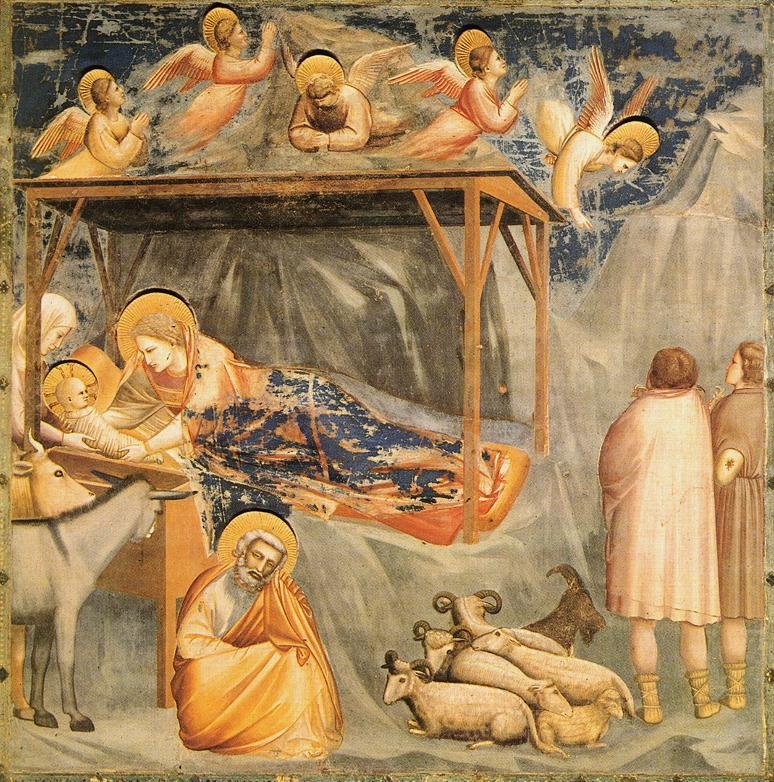
Giotto, affresco sulla Natività nella Cappella degli Scrovegni, 1266. Maria depone Gesù neonato in una mangiatoia.

Il Vangelo di Luca propone una narrazione differente da Matteo degli eventi della nascita di Gesù, concordando comunque sulla località di Betlemme. Al momento dell'annunciazione dell'angelo, che ha come destinataria Maria, sia questa (esplicitamente) che Giuseppe (implicitamente) si trovano a Nazaret (Lc1,26-27), che sembra la loro residenza. Successivamente Luca menziona il censimento indetto da Augusto, al tempo di Quirinio (vedi Censimento di Quirinio), che costringe Giuseppe e Maria a recarsi a Betlemme in Giudea (Lc2,1-5). Il motivo del viaggio sembra dovuto al fatto che il censimento non era residenziale ma in base alla città d'origine. A Betlemme nasce Gesù in una stalla (Lc2,6-7): quest'ultimo particolare non è esplicitato da Luca ma viene accennata la mangiatoia (presepe in latino) per gli animali.
Alla nascita segue l'adorazione dei pastori, la circoncisione di Gesù e la presentazione al Tempio. Al termine la famiglia ritorna a Nazaret, "la loro città" (Lc2,39). Nella narrazione di Luca non vengono menzionati i Magi e la fuga in Egitto.

### Giovanni
Nel Vangelo di Giovanni, come in quello di Marco, non è descritta la nascita di Gesù. Tuttavia viene nominata Betlemme dai suoi avversari Giudei:
Secondo gli esegeti cattolici, in questo passo bisogna vedervi l'ironia che caratterizza talvolta la narrazione di Giovanni: gli avversari rifiutano che Gesù sia il Messia notando come, a loro dire, non fosse originario di Betlemme, che secondo Mic5,1 è la città di origine del Messia, mentre il lettore che conosce i racconti dell'infanzia di Matteo e Luca vede nel loro rifiuto un'involontaria (e ironica) affermazione della messianicità di Gesù.
Questa interpretazione è respinta da esegeti laici e protestanti: per essi, Giovanni non ritiene che Gesù sia originario di Betlemme e rileva l'incomprensione dei Giudei della reale figura di Gesù, che non ha bisogno né di essere nato a Betlemme né di discendere da Davide.

## La nascita nei vangeli apocrifi

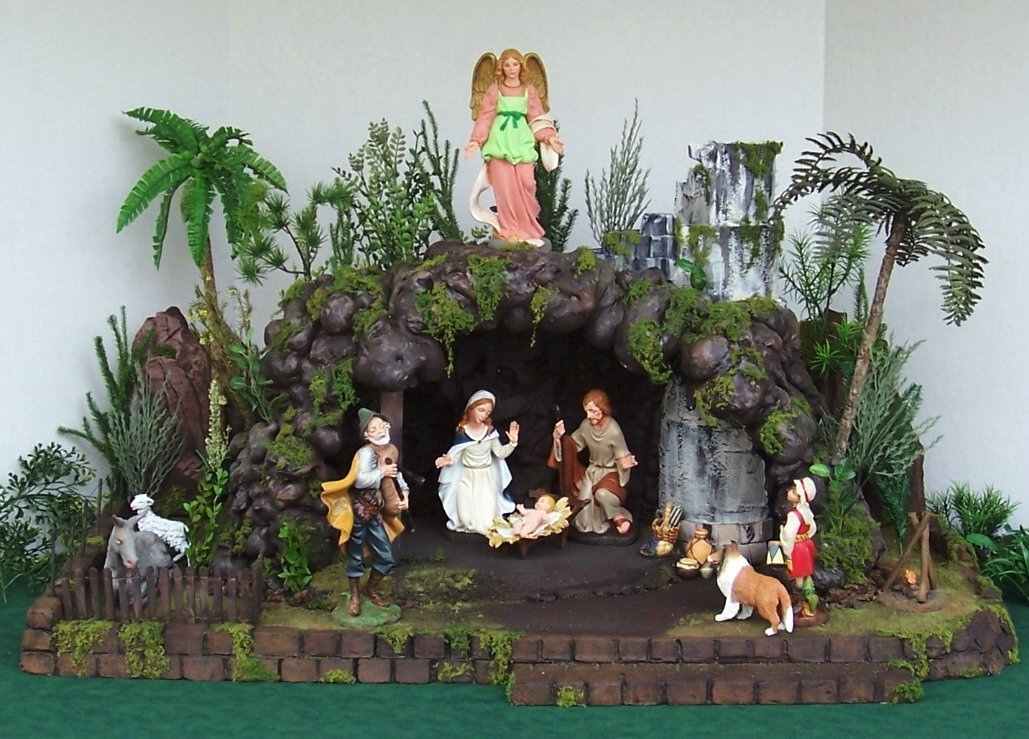
Un tipico presepe raffigurante la nascita di Gesù in una grotta come descritto dal protovangelo di Giacomo.

Anche nei cosiddetti vangeli apocrifi dell'infanzia viene descritta la nascita di Gesù, arricchendola di particolari e aspetti miracolistici. Data la tarda età di composizione e il prevalere dell'interesse magico-fiabesco, il valore storico di questi testi è pressoché nullo.
Il Protovangelo di Giacomo (metà II secolo) armonizza la narrazione di Matteo (Magi e persecuzione di Erode) e Luca (censimento). Quanto al luogo, la nascita avviene a Betlemme in una grotta (cc. 17 - 18), non in una stalla come suggerito da Lc2,7. Questo particolare, assente nei vangeli canonici, è diventato un elemento importante nella rappresentazione del presepe. L'architettura della Basilica della Natività di Betlemme conferma questa tradizione.
Tale particolare non deve essere necessariamente visto come in antitesi con l'altra diffusa tradizione popolare della nascita in una stalla basata su Luca: l'orografia della regione è caratterizzata da numerose piccole grotte che venivano spesso usate come dispense o piccole stalle, sovente ampliate e incorporate in costruzioni in muratura.
Il tardo Vangelo arabo dell'infanzia (probabilmente VIII-IX secolo) riprende dal Protovangelo la nascita a Betlemme in una grotta (c.2).
Nel tardo Vangelo dello pseudo-Matteo (VIII-IX secolo) la tradizione della grotta del Protovangelo viene armonizzata con quella della stalla dei vangeli canonici: a Betlemme Maria partorisce il bambino in una grotta (c. 13), quindi il terzo giorno si trasferiscono in una stalla (c.14) dove sono presenti l'asino e il bue poi diventati tradizionali.

## Storicità della nascita a Betlemme
Secondo la tradizione cristiana i racconti del secondo capitolo di Matteo e di Luca non devono essere intesi come antitetici ma complementari. In essi compaiono creature e fenomeni soprannaturali e altri elementi tipicamente leggendari (angeli, "il suo astro", la persecuzione dell'eroe neonato). È innegabile inoltre che gli evangelisti (soprattutto Matteo) abbiano l'implicito (Mt2,2=Nm24,17;Mt2,11=Is60,6) ed esplicito (Mt2,5;2,15;2,17;2,23) intento di dimostrare la messianicità di Gesù tramite l'avveramento di profezie dell'Antico Testamento, ma questo non deve essere necessariamente inteso come motivo di a-storicità. Altri teologi - come ad esempio Raymond Brown, John Dominic Crossan, Rudolf Bultmann - considerano, invece, non storici questi due resoconti evangelici e ritengono che la narrazione della nascita di Gesù sarebbe stata modellata su quella di Mosè, così come non ritengono storico l'espediente di Luca di ricorrere al censimento per far giungere a Betlemme Maria e Giuseppe e sottolineano, inoltre, le diverse motivazioni della presenza a Betlemme date invece da Matteo, il quale suggerisce che fosse già la residenza di Maria e Giuseppe (che, al contrario, nel resoconto lucano non sembra avere proprietà in Betlemme); ritengono infine inconciliabili anche i racconti in cui i due evangelisti fanno poi spostare da Betlemme a Nazaret la Sacra Famiglia.
Secondo questa tradizione e molti studiosi moderni sulla base della convergenza delle differenti narrazioni di Matteo e Luca, che rappresentano le uniche fonti storiche relative alla nascita di Gesù, il luogo di nascita di Gesù è quindi Betlemme. Al contrario, studiosi laici contemporanei e alcuni cristiani privano invece di valore storico i racconti dell'infanzia. Secondo questi studiosi, l'affermazione della nascita a Betlemme non è un dato storico ma un simbolo teologico della messianicità davidica di Gesù.
Alcuni hanno ipotizzato come luogo di nascita di Gesù Nazaret, la stessa città dove sarebbe cresciuto, o altre località della Galilea, in primo luogo Cafarnao. Altri studiosi, pur non indicando una località, hanno comunque escluso che potesse essere nato a Betlemme. Tuttavia risulta arduo per l'esegesi moderna produrre fonti a sostegno della nascita di Gesù in un luogo differente da Betlemme, visto che le uniche fonti esistenti sono i racconti dell'infanzia in Matteo e Luca e, stando alle fonti, Gesù è nato a Betlemme e cresciuto a Nazaret. 
Le uniche due fonti che parlano della nascita a Betlemme, i vangeli di Matteo e Luca, sono comunque ritenute, anche da alcuni studiosi cristiani, non storiche ma rispondenti alle necessità redazionali e teologiche degli evangelisti stessi, in relazione a profezie e narrazioni dell'Antico Testamento e a Betlemme come città di Davide. Viste queste premesse, il luogo di nascita a Betlemme, patria del messia atteso, viene quindi rifiutato da altri studiosi, anche se ciò non inficia il valore teologico dei due racconti della Natività. 
Raymond Brown - che considera i due resoconti dell'infanzia non storici e in contraddizione tra loro, tanto "che gli sforzi per armonizzare le narrazioni in una storia consecutiva sono del tutto infruttuosi" - sottolinea che "in un certo senso le narrazioni della nascita e dell'infanzia di Gesù sono le ultime frontiere da attraversare nell'incessante avanzamento dell'approccio scientifico (critico) ai Vangeli. Per i cristiani più conservatori questa frontiera può essere senza alcuna demarcazione, poiché ci sono ancora molti che non riconoscono che il materiale dell'infanzia ha un'origine e una qualità storica molto diversa da quella del resto dei Vangeli". Questo teologo considera tali "evangelisti come autori veramente creativi e non semplici redattori" e, in merito alla ricerca storica relativa, osserva che "il risultato finale di alcuni aspetti di questa ricerca passata è stato, per i cristiani istruiti, quasi di imbarazzo sul valore delle narrative dell'infanzia. Ora la dottrina biblica sembra muoversi in una fase di ricerca più feconda, mentre cerca di recuperare il valore delle storie d'infanzia a livello teologico". 
Anche il teologo John Dominic Crossan - analogamente a un altro teologo, Rudolf Bultmann - ritiene che le narrazioni di Matteo e Luca, "caratterizzate da una tale libertà compositiva", non abbiano carattere storico ma rispondano alle necessità teologiche degli evangelisti.

### Sito tradizionale della nascita a Betlemme

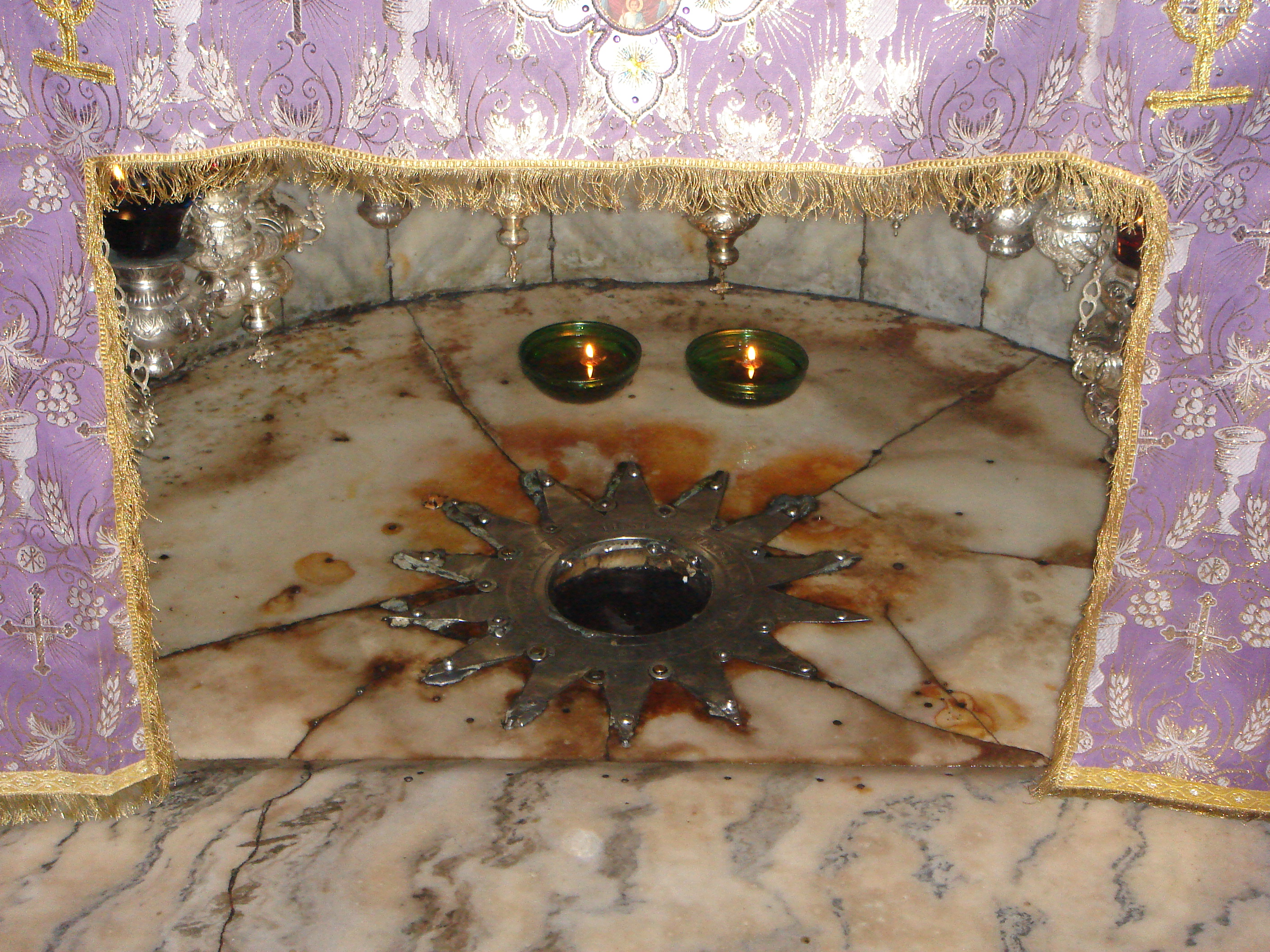
Sito tradizionale della nascita di Gesù.

La tradizione cristiana colloca la nascita di Gesù a Betlemme nel luogo racchiuso all'interno della Basilica della Natività, fatta costruire dall'augusta Elena nel IV secolo. Il punto preciso si trova in una grotta sotto la basilica, contrassegnato da una stella d'argento con l'incisione latina "VERBUM CARO HIC FACTUM EST", "qui il verbo si è fatto carne". La localizzazione si basa su un'antica tradizione cristiana e non può essere dimostrata in altro modo.

### La Betlemme di Galilea
In Galilea esisteva un'altra Betlemme, chiamata anche Betlemme di Nazar, a undici chilometri da Nazaret, menzionata in Giosuè (Gs19,15), e il Cheyne suggerì una possibile nascita di Gesù in questo paese, ma l'ipotesi non ha avuto seguito.

## Luogo di residenza nei Vangeli: Nazaret
Circa il luogo di residenza di Gesù prima dell'inizio della sua attività pubblica, i Vangeli riferiscono che viveva con la famiglia a Nazaret (Mt2,23;4,13;Mc1,9;Lc1,26;2,4;2,39.51;Gv1,45-46).
Inoltre per quattro volte (Mt21,11;Mc1,9;Gv1,45;At10,38) Gesù viene detto "di/da Nazaret" (από/ὲκ Ναζαρέτ/Ναζαρέθ, apò / ek Nazarèt). Altre 6 volte (Mc1,24;10,47;14,67;16,6;Lc4,34;24,19) è detto "Nazareno" (ναζαρηνός, nazarenòs, nella Vulgata Nazarenus). L'aggettivo nazarenòs non deriva direttamente dal toponimo Nazaret (ci si dovrebbe aspettare nazaretanòs) ma dalla sua variate aramaica Nazarà, testimoniata in Mt4,13;Lc4,16 (reso nelle versioni bibliche moderne con Nazaret per uniformità).
Secondo la tradizione cristiana, l'espressione e l'aggettivo sono riferiti alla città di origine di Gesù, Nazaret, che la tradizione cristiana identifica con l'odierna Nazaret. Alcuni storici moderni contestano che la città di origine di Gesù fosse chiamata Nazaret o si identifichi con l'odierna Nazaret, mentre l'archeologo James F. Strange ritiene che ai tempi di Gesù Nazaret esisteva ma aveva scarsa importanza, essendo un villaggio di circa 500 abitanti. Nel 2009, durante una campagna di scavi nell'area dell'odierna Nazaret guidata dall'archeologa Yardenna Alexandre, è stata scoperta per la prima volta una casa privata risalente all'epoca di Gesù.

## Gesù "Nazareno"
In Vangeli e Atti Gesù è chiamato 13 volte "Nazoreo" (ναζωραῖος, nazoràios). Al sostantivo sono stati attribuiti diversi significati:
- l'interpretazione data all'interno dello stesso Nuovo Testamento (vedi Mt2,23[64]) è che si riferisca alla città di Nazaret, dunque che equivalga a 'Nazareno' o 'di Nazaret', e per questo la Vulgata e diverse traduzioni moderne (vedi Bibbia CEI) lo rendono in tal senso.
- è possibile che il termine non abbia un valore geografico ma indichi che Gesù fosse un nazireo (=separato, consacrato a Dio), cioè avesse fatto uno speciale voto di consacrazione chiamato nazireato.[65] Una conferma indiretta si troverebbe nella Sindone che, se autentica, mostrerebbe Gesù con i capelli lunghi, caratteristica non comune che contraddistingueva appunto i nazirei. Di contro, nella Settanta il nazireo è reso in greco con ναζιραίος (naziràios, 1Mac3,49[66]) o ναζιρ (nazir, Giudici13,5[67]), non col neotestamentario ναζωραῖος (nazoràios).
- il termine greco "Nazoreo" può derivare dalla parola ebraica netzer, significante "germoglio" o "ramo", che sulla base di Is11,1;Ger23,5[68] aveva una valenza messianica.
- il termine "Nazoreo" è usato già nel Nuovo Testamento come sinonimo di "cristiano", cioè seguace di Cristo (At24,5[69]), e in seguito passa a indicare alcuni gruppi di giudeo-cristiani (Epifanio, Contro le eresie, 29,7,9). È possibile che l'etimologia del termine fosse lo stesso ebraico nazir (=separato) che sottende a "nazireo", inteso però in senso negativo come "separato", "scismatico". È possibile (ma non probabile, data l'accezione negativa che aveva) che il termine sia stato retro-proiettato dagli evangelisti come epiteto dello stesso Gesù.

## Storicità della residenza a Nazaret
Secondo la tradizione cristiana il luogo nel quale Gesù ha trascorso la sua vita privata pre-pubblica è Nazaret di Galilea, come testimoniato dai Vangeli e dagli altri scritti del Nuovo Testamento, le principali fonti storiche su Gesù. Gesù viene anche indicato col termine di non chiara origine "nazoreo", che può indicare il voto di nazireato oppure può essere un appellativo messianico. Il disprezzo per i Galilei che nutrivano gli Ebrei della Giudea, centro della religione e cultura ebraica, può essere considerato come argomento a favore dell'origine nazaretana di Gesù: gli evangelisti difficilmente avrebbero inventato un'origine così modesta per il cosiddetto Figlio di Dio.
Secondo alcuni studiosi laici moderni, l'appellativo teologico-messianico "Nazoreo", storpiato in "Nazareno", è stato storicizzato dagli evangelisti nell'indicazione del luogo di origine di Gesù a Nazaret. Il vero luogo di origine di Gesù non ci sarebbe, in questo caso, noto,, ma qualche studioso ha proposto in alternativa a Nazaret la città di Cafarnao come luogo di origine di Gesù. A sostegno di questa tesi viene citato un passo del Vangelo di Giovanni in cui Gesù predica nella sinagoga di Cafarnao e i suoi oppositori dicono di lui che è il figlio di Giuseppe (Gv6,41-59), ma una spiegazione alternativa è che Giuseppe potrebbe avere esercitato la professione a Cafarnao per un certo periodo.

### Nazaret ai tempi di Gesù
Prima dell'era cristiana il toponimo "Nazaret" non compare nell'Antico Testamento o in altre fonti storiche. 
Scavi archeologici compiuti in loco hanno comunque dimostrato che la località era abitata già dal periodo del bronzo medio, anche se non hanno fornito indicazioni sul nome usato a quel tempo. La più antica testimonianza storica che riferisce il toponimo "Nazaret" è la cosiddetta Lapide di Cesarea ritrovata nel 1962 e datata al III secolo, che la identifica come sede di una delle 24 classi sacerdotali poco dopo la rivolta di Bar Kokheba (132-135). All'epoca di Gesù il villaggio con il comprensorio contava al massimo alcune centinaia di abitanti. Nazaret si trovava a circa 6 km dalla città di Sefforis, l'odierna Zippori, che era un centro molto importante; è probabile che le scarse notizie storiche su Nazaret siano dipese dal fatto che era messa in ombra proprio da Sefforis, in cui anche Gesù avrebbe lavorato da giovane per un certo periodo insieme al padre Giuseppe.
Secondo altri invece non solo Nazaret non esisteva ancora quel tempo, ma neppure la topografia pianeggiante della città corrisponde a quella descritta nei Vangeli, che si ergerebbe su un monte.
A partire dal XX secolo alcuni studiosi, a cominciare da Afanasij Ivanovič Bulgakov (padre dello scrittore russo Michail Bulgakov), hanno ritenuto che Gesù provenisse piuttosto da Gamala, cittadina dell'attuale Golan, che avrebbe molti elementi corrispondenti alle descrizioni della Nazaret evangelica, come ad esempio le alture, e la vicinanza al lago di Tiberiade.

### Sito della residenza a Nazaret
La tradizione cristiana non ha tramandato dai primi secoli la memoria del luogo dove sarebbe vissuta la sacra famiglia a Nazaret, diversamente dal luogo della nascita (Basilica della Natività a Betlemme) e da quello dell'Annunciazione (Basilica dell'Annunciazione a Nazaret). Una tradizione tardiva (VII secolo) identifica la casa e il laboratorio artigianale di Giuseppe, sede della sacra famiglia fino almeno alla sua morte, col sito dell'attuale Chiesa di San Giuseppe, anticamente nota come Chiesa della nutrizione (di Gesù).

### Riferimenti
1. ↑   Mt2,1;Lc2,4-7, su La Parola - La Sacra Bibbia in italiano in Internet.
2. ↑   Mt4,13, su La Parola - La Sacra Bibbia in italiano in Internet.
3. ↑   Mc1,9, su La Parola - La Sacra Bibbia in italiano in Internet.
4. ↑   Mc6,1, su La Parola - La Sacra Bibbia in italiano in Internet.
5. ↑   Gv4,44, su La Parola - La Sacra Bibbia in italiano in Internet.
6. ↑   Mt13,54-57, su La Parola - La Sacra Bibbia in italiano in Internet.
7. ↑   Lc4,16-30, su La Parola - La Sacra Bibbia in italiano in Internet.
8. ↑   Lc4,16, su La Parola - La Sacra Bibbia in italiano in Internet.
9. ↑   Mc6,1, su La Parola - La Sacra Bibbia in italiano in Internet.
10. ↑   Mc1,9, su La Parola - La Sacra Bibbia in italiano in Internet.
11. ↑   Mc6,1, su La Parola - La Sacra Bibbia in italiano in Internet.
12. ↑   Mt2,1, su La Parola - La Sacra Bibbia in italiano in Internet.
13. ↑   Mt2,1-12, su La Parola - La Sacra Bibbia in italiano in Internet.
14. ↑   Mt2,1-11, su La Parola - La Sacra Bibbia in italiano in Internet.
15. ↑   Mt2,16-18, su La Parola - La Sacra Bibbia in italiano in Internet.
16. ↑   Mt2,19-23, su La Parola - La Sacra Bibbia in italiano in Internet.
17. ↑   Is7,14, su La Parola - La Sacra Bibbia in italiano in Internet.
18. ↑   Mt1,22-23, su La Parola - La Sacra Bibbia in italiano in Internet.
19. ↑   Mi5,1, su La Parola - La Sacra Bibbia in italiano in Internet.
20. ↑   Mt2,5, su La Parola - La Sacra Bibbia in italiano in Internet.
21. ↑   Nm24,17, su La Parola - La Sacra Bibbia in italiano in Internet.
22. ↑   Mt2,2, su La Parola - La Sacra Bibbia in italiano in Internet.
23. ↑   Is60,6, su La Parola - La Sacra Bibbia in italiano in Internet.
24. ↑   Mt2,11, su La Parola - La Sacra Bibbia in italiano in Internet.
25. ↑   Ger31,15, su La Parola - La Sacra Bibbia in italiano in Internet.
26. ↑   Mt2,17-18, su La Parola - La Sacra Bibbia in italiano in Internet.
27. ↑   Os11,1, su La Parola - La Sacra Bibbia in italiano in Internet.
28. ↑   Mt2,15, su La Parola - La Sacra Bibbia in italiano in Internet.
29. ↑   Mt2,23, su La Parola - La Sacra Bibbia in italiano in Internet.
30. ↑   Mt1,1-17, su La Parola - La Sacra Bibbia in italiano in Internet.
31. ↑  Sulle prospettive del Vangelo di Matteo vedi, per es., Élian Cuvillier, Il Vangelo secondo Matteo, in «Introduzione al Nuovo Testamento», Torino 2004, pp. 74-77
32. ↑  Hugues CousinVangelo di LucaEdiz. SanPaolo, 1995 a pag 46,47,48,49-ISBN 88-215-3026-4
33. ↑  Robert G.Stewart Commentario esegetico-pratico del Nuovo Testamento-Evangelo di San Luca, pagg 32,33 Ristampa anastatica della traduzione del 1929, Claudiana reprint, Torino 1987
34. ↑   Lc1,26-27, su La Parola - La Sacra Bibbia in italiano in Internet.
35. ↑   Lc2,1-5, su La Parola - La Sacra Bibbia in italiano in Internet.
36. ↑   Lc2,6-7, su La Parola - La Sacra Bibbia in italiano in Internet.
37. ↑   Lc2,39, su La Parola - La Sacra Bibbia in italiano in Internet.
38. ↑  Vedi Bibbia TOB, nota a Gv7,42.
39. ↑   Mic5,1, su La Parola - La Sacra Bibbia in italiano in Internet.
40. ↑   Lc2,7, su La Parola - La Sacra Bibbia in italiano in Internet.
41. ↑   Mt2,2, su La Parola - La Sacra Bibbia in italiano in Internet.
42. ↑   Nm24,17, su La Parola - La Sacra Bibbia in italiano in Internet.
43. ↑   Mt2,11, su La Parola - La Sacra Bibbia in italiano in Internet.
44. ↑   Is60,6, su La Parola - La Sacra Bibbia in italiano in Internet.
45. ↑   Mt2,5;2,15;2,17;2,23, su La Parola - La Sacra Bibbia in italiano in Internet.
46. ↑  Georg Wilhelm Friedrich Hegel, Das Leben Jesu, tr. it. Vita di Gesù, Tascabili economici Newton, ISBN 88-8183-095-7, p.27 ("un villaggio in Giudea, Betlemme, fu il luogo in cui.. nacque"); 
D. Guthrie, J.A. Motyer, A.M. Stibbs, D.J. Wiseman, The New Bible Commentary Revised, tr. it. Commentario Biblico, 1976, vol. 3, pp. 46-47; Robert G. Stewart, Everett F. Harrison, La Parola del Signore. Introduzione al Nuovo Testamento, Modena 1972, vol. 2; Aa. Vv., Il Nuovo testamento annotato. I Vangeli Sinottici, Torino, Claudiana 1965, p. 175; Robert G. Stewart, L'evangelo secondo Matteo e Marco. Commentario esegetico-pratico del Nuovo testamento, Torre Pellice, Claudiana 1929; 1987, pp. 32-33; Silvio Rosadini, La religione cristiana: La fondazione e i tempi apostolici, vol. 2, 1939.
47. 1 2  Raymond Brown, The birth of Messiah, 1993
48. ↑  In questo senso, ad esempio: Charles Guignebert Gesù, I, 3; Robert Eisenman Giacomo, il fratello di Gesù, VI; Ambrogio Donini Storia del Cristianesimo, II.
49. ↑  Joseph Ratzinger, "L'infanzia di Gesù, Rizzoli 2012, pp. 78-79
50. ↑  Raymond E. Brown, The Birth of the Messiah, Doubleday, 1993, pp. 6, 35-38, 100, 240, 497, 562, ISBN 0-385-47202-1.
51. ↑  Rudolf Bultmann, Storia dei vangeli sinottici, EDB, 2016, pp. 291-301, 443-448, ISBN 978-88-10-55850-8.
52. ↑  Crossan, 1994, pp. 36-46.
53. ↑   Gs19,15, su La Parola - La Sacra Bibbia in italiano in Internet.
54. ↑  T. K. Cheyne, Enciclopedia biblica, voce Nazareth
55. ↑   Mt2,23;4,13;Mc1,9;Lc1,26;2,4;2,39.51;Gv1,45-46, su La Parola - La Sacra Bibbia in italiano in Internet.
56. ↑   Mt21,11;Mc1,9;Gv1,45;At10,38, su La Parola - La Sacra Bibbia in italiano in Internet.
57. ↑   Mc1,24;10,47;14,67;16,6;Lc4,34;24,19, su La Parola - La Sacra Bibbia in italiano in Internet.
58. ↑   Mt4,13;Lc4,16, su La Parola - La Sacra Bibbia in italiano in Internet.
59. ↑  Considerazioni archeologiche e geografiche riguardanti la città di Nazaret
60. ↑  Marcello Craveri, Vita di Gesù, Feltrinelli, 1974
61. ↑  Articolo su Nazaret in Anchor Bible Dictionary, Doubladay, New York, 1992
62. ↑  House from Jesus' time excavated
63. ↑  Vedi  Mt2,23;26,71;Lc18,37;Gv18,5;18,7;19,19, su laparola.net.;
 At2,22;3,6;4,10;6,14;22,8;24,5;26,9, su laparola.net..
64. ↑   Mt2,23, su La Parola - La Sacra Bibbia in italiano in Internet.
65. ↑  Cf. Bibbia TOB, nota a Mt2,23.
66. ↑   1Mac3,49, su La Parola - La Sacra Bibbia in italiano in Internet.
67. ↑   Giudici13,5, su La Parola - La Sacra Bibbia in italiano in Internet.
68. ↑   Is11,1;Ger23,5, su La Parola - La Sacra Bibbia in italiano in Internet.
69. ↑   At24,5, su La Parola - La Sacra Bibbia in italiano in Internet.
70. ↑   Gv6,41-59, su La Parola - La Sacra Bibbia in italiano in Internet.
71. ↑  Camillo Bellarmino Bagatti, Gli Scavi di Nazaret. Vol I. "Dalle origini al secolo XII". Jerusalem, Franciscan Printing Press, 1967.
72. ↑  M. Avi-Yonah, A list of Priestly Courses from Cesarea, Israel Exploration Journal, 12, pp. 137-139, 1962
73. ↑  E. Meyers, J. Strange, Archaeology, the Rabbis, & Early Christianity Nashville, Abingdon, 1981; Voce "Nazareth" nel Anchor Bible Dictionary. New York, 1992
74. ↑  Giovanni Magnani, Religione e religioni: il monoteismo, Editrice Pontificia Università Gregoriana, 2001
75. ↑   De Christologicum Quaestio, su ereticamente.net, 2012.
76. ↑   Vittorino Andreoli, Tredici Gesù, Piemme, 5 aprile 2016,  p. 25, ISBN 978-88-585-1532-7. URL consultato il 15 febbraio 2025.